# Lucien van Impe
Lucien van Impe (nacido el 20 de octubre de 1946 en Mere) es un exciclista belga, profesional entre los años 1969 y 1987, durante los cuales logró 65 victorias.
Excelente escalador, el mejor de su época y uno de los mejores de la historia, prefería las carreras largas por etapas. Participó 15 veces en el Tour de Francia, terminando la carrera en todas sus participaciones, incluyendo su victoria en el Tour de Francia 1976. Hasta la irrupción de Richard Virenque, Van Impe compartía con Federico Martín Bahamontes el honor de ser el corredor que más veces había ganado el Gran Premio de la Montaña del Tour de Francia, en un total de seis ediciones.
Además de sus éxitos en la ronda francesa, también ganó dos veces la clasificación de la montaña en el Giro de Italia (1982-1983) y, en 1983, el Campeonato Nacional de Bélgica.
Coincidió con las épocas de los gloriosos Eddy Merckx y Bernard Hinault, pero fue junto a Joop Zoetemelk contra quien protagonizó algunos de los duelos más bonitos del Tour de Francia en los Alpes y los Pirineos.
Actualmente actúa como director deportivo del equipo profesional Veranda´s Willems-Accent.

## Palmarés
| 1969 - Vuelta a Navarra 1971 - 3.º en el Tour de Francia, más clasificación de la montaña 1972 - 1 etapa del Tour de Francia, más clasificación de la montaña 1973 - 1 etapa del Tour de Francia - 1 etapa del Tour de Romandía - 1 etapa del Midi Libre 1975 - 3.º en el Tour de Francia, más 2 etapas y clasificación de la montaña - 1 etapa de la Escalada a Montjuich - Tour de l'Aude, más 2 etapas 1976 - Tour de Francia, más 1 etapa - 1 etapa del Midi Libre - 1 etapa del Tour de l'Aude - Trofeo de los Escaladores | 1977 - 2 etapas de la Vuelta a Suiza - 3.º en el Tour de Francia, más 1 etapa y clasificación de la montaña - 1 etapa de la Dauphiné Libéré 1979 - 1 etapa de la Vuelta a España - 1 etapa del Tour de Francia - 1 etapa de la Volta a Cataluña 1981 - 2.º en el Tour de Francia, más 1 etapa y clasificación de la montaña - Polynormande 1982 - 1 etapa del Giro de Italia, más clasificación de la montaña 1983 - Campeonato de Bélgica en Ruta - 1 etapa del Tour de Francia, más clasificación de la montaña - 1 etapa del Giro de Italia, más clasificación de la montaña 1986 - Vuelta a los Valles Mineros, más 1 etapa |

## Resultados en Grandes Vueltas
| Carrera | Carrera         | 1969 | 1970 | 1971 | 1972 | 1973 | 1974 | 1975 | 1976 | 1977 | 1978 | 1979 | 1980 | 1981 | 1982 | 1983 | 1984 | 1985 | 1986 | 1987 |
| ------- | --------------- | ---- | ---- | ---- | ---- | ---- | ---- | ---- | ---- | ---- | ---- | ---- | ---- | ---- | ---- | ---- | ---- | ---- | ---- | ---- |
|         | Giro de Italia  | —    | —    | —    | —    | —    | —    | —    | —    | —    | —    | —    | —    | —    | 4.º  | 9.º  | 7.º  | 13.º | —    | —    |
|         | Tour de Francia | 12.º | 6.º  | 3.º  | 4.º  | 5.º  | 18.º | 3.º  | 1.º  | 3.º  | 9.º  | 11.º | 16.º | 2.º  | —    | 4.º  | —    | 27.º | —    | —    |
|         | Vuelta a España | —    | —    | —    | —    | —    | —    | —    | —    | —    | —    | 5.º  | —    | —    | —    | —    | —    | —    | 11.º | —    |